# Thorichthys meeki
La especie Thorichthys meeki, también conocida como Firemouth, boca de fuego y, localmente en su lugar de origen como torito, es un pez de agua dulce de la familia Cichlidae del orden perciformes que se encuentra en América Central. Es muy prolífico y fácil de criar en cautividad, siendo considerado como uno de los cíclidos más pacíficos y aptos para acuarios comunitarios. Entre sus características y hábitos destaca su método de defensa en el cual aparenta agrandar su rostro dirigiendo sus opérculos y mandíbula hacia el frente.

## Hábitat natural
Es un cíclido de América Central, vive en ríos de la península de Yucatán, México, en Belice y al sur y norte de Guatemala. Su hábitat natural suele ser superficial, de movimiento lento, a menudo en aguas turbias y con abundante vegetación y rocas formando cuevas. Viven en agua tibia con un rango de temperatura de 23-30 °C y con un pH de entre 6,5 a 8,0.[cita requerida]

## Morfología
Su edad promedio ronda los diez años y los machos, algo mayores que las hembras, alcanzan un tamaño máximo de 13 o 14 cm. Es de cuerpo duro y fusiforme con el rostro bien perfilado. Su boca está situada en el centro de la cara. Las aletas dorsal y caudal están más desarrolladas en los machos. Sus opérculos se abren hacia adelante como método de defensa para intimidar a su rival, lo cual se puede observar durante las luchas que protagonizan por el territorio y en la captura de alimento.

### Color
Es de color plateado; de joven presenta iridiscencias azules y según va creciendo va adquiriendo un color rojo intenso desde su lomo. Posee una franja horizontal desde poco antes del ojo hasta poco antes de la aleta caudal. Tiene una mancha negra, a ambos lados, al inicio de la aleta caudal y dos más en la capa de los opérculos simulando ojos. Cuando recibe la luz del sol tiene un color grisáceo y verduzco.

## Alimentación
Es un pez omnívoro que tiene el hábito de excavar en el fondo y comer cualquier crustáceo, peces pequeños u otros animales que su tamaño le permita comer.

## Comportamiento

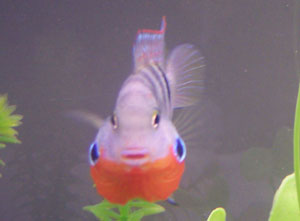
Escena de un Firemouth intimidando a su rival.

Es uno de los cíclidos más pacíficos[cita requerida]. Presenta cierta agresividad y territorialidad durante la época de celo. Algo característico que tiene este pez es la capacidad para intimidar a su rival dirigiendo los opérculos hacia adelante simulando que se hace más grande.

## Reproducción
El boca de fuego forma una pareja permanente. Luego de formada la pareja, la hembra desova sobre las rocas, hojas de plantas o troncos de madera alrededor de quinientos huevos, los cuales cuidarán intensamente hasta que eclosionen y las crías sean aptas para vivir solas. El macho cuidará de la puesta intimidando a cualquiera que se acerque mientras que la hembra va en busca de comida para sus crías.